# 芒桑
芒桑（法語：Mansan，法語發音：[mɑ̃sɑ̃]）是法国上比利牛斯省的一个市镇，属于塔布区。

## 地理
芒桑（43°20'23"N, 0°11'33"E）面积2.08 平方千米，位于法国奧克西塔尼大區上比利牛斯省，该省份为法国西南部内陆省份，北至热尔省，西接大西洋比利牛斯省，南与西班牙接壤，东临上加龙省。
与芒桑接壤的市镇（或旧市镇、城区）包括：塞纳克、莱斯屈里、佩兰、圣瑟韦德吕斯唐。

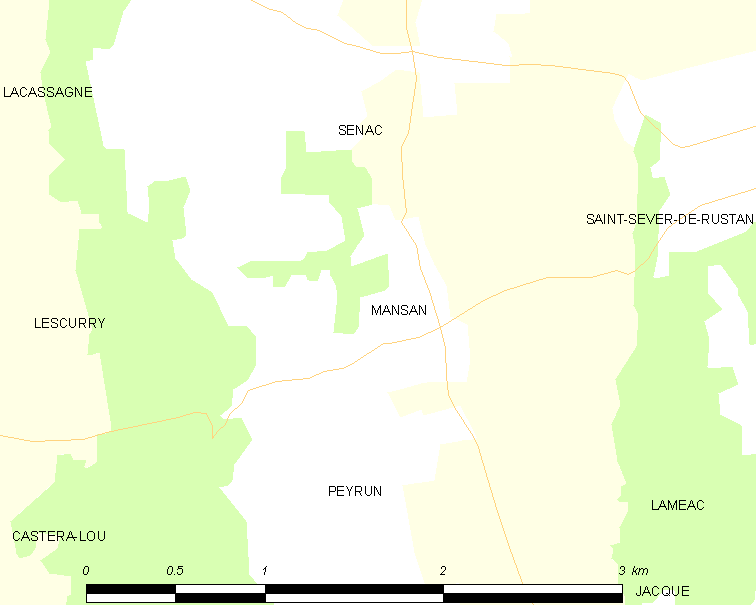
芒桑的OSM定位图

芒桑的时区为UTC+01:00、UTC+02:00（夏令时）。

## 行政
芒桑的邮政编码为65140，INSEE市镇编码为65297。

## 政治
芒桑所属的省级选区为阿杜尔河谷-吕斯唐-马迪拉奈县。

## 人口

1962-2008年间芒桑人口变化图示

芒桑于2022年1月1日时的人口数量为40人。